# 可愛村
可愛村（えのむら）は、広島県高田郡にあった村。現在の安芸高田市の一部にあたる。

## 地理
- 河川：可愛川[1]

## 歴史
- 1889年（明治22年）4月1日、町村制の施行により、高田郡中馬村、川本村、山手村、常友村、常楽寺村が合併して村制施行し、可愛村が発足[1][2]。旧村名を継承した5大字を編成[1]。
- 1929年（昭和4年）3月1日、高田郡高原村大字福原・小山・竹原を編入[1][2]。8大字となる[1]。
- 1953年（昭和28年）4月1日、高田郡吉田町、郷野村、丹比村と合併し、吉田町が存続して廃止された[1][2]。

### 地名の由来
『日本書紀』巻1に記載の「安芸国可愛之川上」を当地のこととしたため。

## 産業
- 農業[1]